# بريت أندرسون (مغنية)
بريت أندرسون (بالإنجليزية: Brett Anderson)‏ هي مغنية أمريكية، ولدت في 30 مايو 1979 في بلومنغتون في الولايات المتحدة.

## وصلات خارجية
- بريت أندرسون على موقع IMDb (الإنجليزية)
- بريت أندرسون على موقع ميوزك برينز (الإنجليزية)
- بريت أندرسون على موقع أول موفي (الإنجليزية)
- بريت أندرسون على موقع قاعدة بيانات الأفلام السويدية (السويدية)
- بريت أندرسون على موقع ديسكوغز (الإنجليزية)
- بريت أندرسون على موقع كينوبويسك (الروسية)